# Michael von Grünigen
 (décembre 2012).
Si vous disposez d'ouvrages ou d'articles de référence ou si vous connaissez des sites web de qualité traitant du thème abordé ici, merci de compléter l'article en donnant les références utiles à sa vérifiabilité et en les liant à la section « Notes et références ».
Michael Von Grünigen, né le 11 avril 1969 à Saanen, est un ancien skieur alpin suisse, qui a mis un terme à sa carrière sportive à la fin de la saison 2003. C'est le 4e homme à avoir remporté le plus de slaloms géants en Coupe du monde de ski, avec 23 succès.

## Biographie
Michael von Grünigen se révèle en 1987 en devenant vice champion du monde junior du slalom, C'est 3 ans plus tard que le suisse débute en coupe du monde lors du géant de Park City au terme duquel il prend une 6e place. Obtenant de bons résultats sur les autres épreuves auxquelles il prend part mais se blesse au genou à la mi saison après avoir signé son 2e top 10 à Veysonnaz en Suisse.
De retour sur les skis pour la saison 1990-1991, le jeune skieur suisse ne quitte pas le top 15 des courses de coupe du monde auxquelles il prend part, signant 2 tops 10 en géant à Adelboden (6e) ainsi que lors des championnats du monde de ski alpin de 1991 (7e).
En 1991-1992, von Grünigen à la suite de ses bons résultats est engagé sur une saison complète durant laquelle il prend part aux géants et slaloms. Très régulier sur les 2 disciplines parmi les 20 meilleurs il réalise plusieurs performances de choix, principalement en géant (5e à Alta Badia, 4e à Kranjska Gora et 9e à Crans Montana) qui lui permettent de terminer au 14e rang du classement du géant et 20e du classement du slalom, les 2 classements dominés pat l'italien Alberto Tomba. Il prend en outre durant cette saison part à ses premiers Jeux olympiques disputés à Albertville qu'ils terminent au 13e rang du géant ainsi qu'au 7e rang du slalom.
En 1992-1993, il est auteur d'un bon début de saison en géant (20e à Sestriere, 5e à Alta Badia, 10e à Kranjska Gora) mais aussi en slalom, et signe sa première victoire en coupe du monde lors du géant disputé à domicile dans la station de Veysonnaz devant Alberto Tomba et Lasse Kjus. 16e du slalom des championnats du monde disputés au Japon, il décide de ne pas prendre part au géant disputé dans des conditions difficiles. Sa bonne fin de saison (12e des géants d'Oppdal et 8e d'Åre) lui permet de finir au 6e rang du classement du géant. Il termine aussi 24e du classement du slalom.
1993-1994 est une très bonne saison pour Michael von Grünigen, même s'il ne remporte aucune victoire. Régulier en géant et en slalom, le suisse enchaîne les tops 10 sur les 2 disciplines, signant un podium lors du géant de Val d'Isère (3e derrière Christian Mayer et Tobias Barnerssoi). Décevant lors des jeux olympiques disputés à Lillehammer ou il termine 15e en slalom ne prenant pas le départ du géant. Auteur d'une bonne fin de saison conclue par une 5e place au géant de Vail, il termine 6e du classement du géant et 20e du classement du slalom.
von Grünigen, auteur d'un début de saison 1994-1995 idéal qui le voit prendre la 2e place du géant d'ouverture de Tignes derrière Achim Vogt et enchaîner par de bons slaloms (5e à Tignes et Lech et 11e à Sestriere) le skieur helvétique remporte sa 2e victoire lors du géant de Val d'Isère devant Aamodt et Maeder. Régulier jusqu'à la fin de saison qui le voit signer son premier podium en slalom à Wengen (2e derrière Tomba) le suisse s'affirme de plus en plus comme l'un des meilleurs techniciens du monde comme en témoignent sa 5e place du classement du géant et 7e place du classement du slalom. Il finit pour la première fois dans le top 10 du classement général à la 9e place.
Pour la saison 1995-1996, il obtient 8 podiums en 9 courses de coupe du monde en géant. Le suisse remporte 6 géants (Tignes devant Kjus et Kaelin, Beaver Creek devant Kjus et Kaelin, Park City devant Kjus et Knauss, Adelboden devant Kaelin et Stiansen et Hinterstoder devant Kaelin et Reiter). Il remporte le globe de cristal avec plus de 130 points d'avance sur son ami Urs Kaelin. Moins performant en slalom, il prend néanmoins la 13e du classement de la spécialité. von Grünigen termine 3e du classement général derrière Kjus et Maeder. Le suisse participe en outre aux championnats du monde disputés à la Sierra Nevada. Archi favori du géant il déçoit en prenant la 3e place d'une course largement dominée par Alberto Tomba. Sur le slalom par contre il crée une petite surprise en accrochant la 3e place derrière la star des mondiaux Alberto Tomba et Mario Reiter.
En 1996-1997, le suisse réalise 7 podiums en 8 courses en géant. Avec 4 géants au compteur (Alta Badia devant Locher et Nana, Kranjska Gora devant Voglreiter et Aamodt, Shigakogen devant Schifferer et Accola et Vail devant Salzgeber et Schifferer) remportés pour certains avec plus d'1 seconde d'avance. Il remporte son 2e globe de cristal d'affilée avec prés de 300 points d'avance sur Aamodt. Auteur de plusieurs tops 10 en slalom, il termine 11e du classement de la discipline. 5e du classement général, engagé aussi durant la saison aux championnats du monde à Sestriere il parvient à assumer son statut en remportant la médaille d'or devant Lasse Kjus et Andreas Schifferer. Il prend aussi la 7e place du slalom.
Bien préparé pour 1997-1998, von Grünigen domine encore le début la saison de géant. Peu inquiet au début de la saison par la montée en puissance de l'autrichien Hermann Maier, le suisse remporte 2 géants en France à Tignes devant Locher et Maier et Val d'Isère devant Eberharter et Knauss mais commence cependant à montrer des limites. La nouvelle rivalité avec l'autrichien pousse von Grünigen à s'engager parfois au-delà de ses possibilités. Il signe 3 nouveaux podiums mais aussi sort par deux fois en géant et se présente aux Jeux olympiques d'hiver de 1998 à Nagano en position fragilisé de second en géant mais fort d'une 3evictoire de la saison la semaine précédente lors du géant de Yongpyong devant Christian Mayer et Hermann Maier très régulier. Lors du géant, il remporte finalement la médaille de bronze d'une course archi dominée par son rival autrichien victime 3 jours auparavant d'une lourde chute lors de la descente. Fragilisé par cet échec il finit 19e du slalom et rate sa fin de saison, 6e du dernier géant des finales qui permet à Hermann Maier 3e de remporter le globe devant von Grünigen très marqué par cet échec face à un skieur qu'il n'apprécie guère. Il termine en outre 16e du classement du slalom et 6e du général
Lors de la saison 1998-1999, von Grünigen âgé maintenant de 30 ans est moins dominateur que les années précédentes, commence à concourir de façon différente privilégiant une approche moins risquée et plus stratégique. Relativement timorée en début de saison bien que dans le top 10 des 2 premiers géants et ne performant pas en slalom, le suisse se relance totalement en gagnant à Alta Badia devant Holzer et Schifferer. Par la suite le suisse ne quittera quasiment plus les 10 premiers en slalom ou géant ajoutant 2 autres podiums en géant à Flachau (2e derrière Raich) et en slalom à Wengen (2e encore derrière Raich) qui lui permettent d'aborder relativement en confiance les Championnats du monde de ski alpin de 1999 à Vail. Championnats qui finalement ne resteront pas dans les mémoires du Suisse qui termine 7e du géant et 12e du slalom. Une grosse fin de saison en géant, marquée par un nouveau podium à Ofterschwang (3e derrière Eberharter et Knauss) et surtout sa 15e victoire lors des finales de la Sierra Nevada qui lui permet en devançant Locher et Schilchegger de reconquérir le globe de cristal du géant devant Eberharter. Il termine 9e du classement du slalom et 8e du général.
La saison 1999-2000 est marquée par une baisse significative des performances de von Grünigen qui le voit sérieusement décliner en slalom notamment. S'il reste performant en géant, il ne quitte quasiment pas le top 10 et accroche 4 podiums, le Suisse ne gagne plus. 3e au classement du géant derrière son rival Hermann Maier et Christian Mayer. Il est au-delà des 30 en slalom et hors du top 10 du classement général.
En 2000-2001, les performances de von Grünigen sont bien meilleures. En effet le suisse skie très fort dès le début de la saison ne quittant pas le top 4 des 7 premiers géants de l'année avec 4 podiums dont 3 victoires à Park City devant Kjus et Maier à Val d'Isère devant Schilchegger et Miller et aux Arcs devant Raich et Buechel. Seul l'autrichien Hermann Maier parvient à s'aligner sur les performances du suisse et le duel sur toute la saison entre les 2 est impressionnant. Fort de sa régularité von Grünigen est en tête du classement du géant au moment d'aborder les championnats du monde de ski alpin de 2001 à Sankt Anton. Auteur de 2 manches régulières sans fautes le suisse remporte son 2e titre mondial devant Kjetil Andre Aamodt et Frederic Covili, Maier finissant au pied du podium. La fin de la saison s'achève de manière décevante pour von Grünigen qui est dominé par Maier sur les 2 derniers géants de la saison. Il perd le globe de cristal du géant pour 20 points. Outre cette déception le suisse auteur d'une saison correcte en slalom terminer au 17e rang de la discipline et termine à la 5e place du général.
Le suisse démarre bien la saison 2001-2002 signant un podium à Sölden (3e derrière Covili et Eberharter. Début de saison qui voit von Grünigen après les slaloms d'Aspen, décider de délaisser cette discipline. En effet le suisse est gêné par des problèmes de dos et ne se sentant plus à 33ans capable d'assurer sur 2 disciplines souhaite absolument se préserver pour le géant. Le suisse est auteur sur la suite de la saison de performances notables bien que déclinantes. Sur le podium à Alta Badia 2e derrière Covili le suisse alterne par la suite le bon (5e à Val d'Isère et 6e à Kranjska Gora) et le moins bon (18e sur le 2e géant de Kranjska Gora et sortie à Adelboden). Engagé en slalom et en géant pour son dernier rêve olympique, le suisse déçoit terminant 11e du géant et 14e du slalom. Cependant après cet échec, il finit bien la saison en signant lors des finales de Altenmarkt sa 20e victoire devant raich et Eberharter. Il finit à la 6e place du classement du géant. Beaucoup pensent à l'issue de la saison que von Grünigen va prendre sa retraite.
En 2002-2003, Michael von Grünigen réalise un début de saison remarquable à 34 ans qui monte sur le podium du premier géant de la saison à Sölden (3e derrière Eberharter et Covili mais surtout lors des 2 géants suivants ou le suisse remporte ses 21e et 22e victoires à Park City devant Mayer et Raich et à Val d'Isère devant Miller et Gruber. Dans le dur lors des 2 géants suivants (14e et 11e) et voyant son principal rival sur la saison de géant en l'occurrence Bode Miller revenir, von Grünigen le maintient à distance en signant un nouveau podium à Adelboden (2e derrière Knauss. Le suisse aborde les championnats du monde de ski alpin de 2003 chez lui à Saint Moritz en position de leader de la Coupe du monde de géant et favori. 4e à mi parcours, le Suisse part à la faute et recule au 7e rang. Il quitte la station des grisons le cœur gros : "C'est la plus grande déception de ma carrière", déclarera-t-il après coup. Il réalise par la suite une fin de saison parfaite qui le voit gagner un 23e succès lors du géant de Yongpyong devant Covili et Miller et assurer le 4e globe de cristal du géant de sa carrière sur une 3e place lors des finales.

## Palmarès

### Jeux olympiques
| Épreuve / Édition      | Descente | Super G | Géant                               | Slalom | Combiné |
| JO 1992 Albertville    | —        | —       | 13e                                 | 7e     | —       |
| JO 1994 Lillehammer    | —        | —       | —                                   | 15e    | —       |
| JO 1998 Nagano         | —        | —       | Médaille de bronze, Jeux olympiques | 19e    | —       |
| JO 2002 Salt Lake City | —        | —       | 11e                                 | 14e    | —       |

Légende :
- : troisième place, médaille de bronze
- — : Michael von Grünigen n'a pas participé à cette épreuve

### Championnats du monde
| Épreuve / Édition                  | Descente | Super G | Géant                     | Slalom                    | Combiné |
| Mondiaux 1991 Saalbach-Hinterglemm | —        | —       | 7e                        | —                         | —       |
| Mondiaux 1993 Morioka              | —        | —       | —                         | 16e                       | —       |
| Mondiaux 1996 Sierra Nevada        | —        | —       | Médaille de bronze, monde | Médaille de bronze, monde | —       |
| Mondiaux 1997 Sestriere            | —        | —       | Médaille d'or, monde      | 7e                        | —       |
| Mondiaux 1999 Vail - Beaver Creek  | —        | —       | 7e                        | 12e                       | —       |
| Mondiaux 2001 Sankt-Anton          | —        | —       | Médaille d'or, monde      | 22e                       | —       |
| Mondiaux 2003 Saint-Moritz         | —        | —       | 7e                        | —                         | —       |

Légende :
- : première place, médaille d'or
- : troisième place, médaille de bronze
- — : Michael von Grünigen n'a pas participé à cette épreuve

### Coupe du monde
- Meilleur résultat au classement général : 3e en 1996
  - Vainqueur de la coupe du monde de géant en 1996, 1997, 1999 et 2003
  - 23 victoires : 23 géants
  - 48 podiums

#### Différents classements en coupe du monde
| Saison / Épreuve | Saison / Épreuve | Général | Général | Descente | Descente | Super G | Super G | Géant  | Géant  | Slalom | Slalom | Combiné | Combiné |
| ---------------- | ---------------- | ------- | ------- | -------- | -------- | ------- | ------- | ------ | ------ | ------ | ------ | ------- | ------- |
| Saison / Épreuve | Saison / Épreuve | Class.  | Points  | Class.   | Points   | Class.  | Points  | Class. | Points | Class. | Points | Class.  | Points  |
| 1990             | 1990             | 45e     | 25      | -        | -        | -       | -       | 19e    | 18     | 30e    | 7      | -       | -       |
| 1991             | 1991             | 49e     | 24      | -        | -        | -       | -       | 21e    | 14     | 23e    | 10     | -       | -       |
| 1992             | 1992             | 28e     | 302     | -        | -        | -       | -       | 20e    | 119    | 14e    | 183    | -       | -       |
| 1993             | 1993             | 20e     | 313     | -        | -        | -       | -       | 6e     | 236    | 24e    | 77     | -       | -       |
| 1994             | 1994             | 19e     | 441     | -        | -        | -       | -       | 6e     | 351    | 20e    | 90     | -       | -       |
| 1995             | 1995             | 9e      | 578     | -        | -        | -       | -       | 5e     | 296    | 7e     | 282    | -       | -       |
| 1996             | 1996             | 3e      | 880     | -        | -        | -       | -       | 1er    | 738    | 13e    | 142    | -       | -       |
| 1997             | 1997             | 5e      | 867     | -        | -        | -       | -       | 1er    | 660    | 11e    | 207    | -       | -       |
| 1998             | 1998             | 6e      | 746     | -        | -        | -       | -       | 2e     | 560    | 16e    | 157    | -       | -       |
| 1999             | 1999             | 8e      | 705     | -        | -        | -       | -       | 1er    | 483    | 9e     | 222    | -       | -       |
| 2000             | 2000             | 15e     | 545     | -        | -        | -       | -       | 3e     | 466    | 31e    | 79     | -       | -       |
| 2001             | 2001             | 5e      | 743     | -        | -        | -       | -       | 2e     | 612    | 17e    | 131    | -       | -       |
| 2002             | 2002             | 15e     | 410     | -        | -        | -       | -       | 6e     | 356    | 28e    | 54     | -       | -       |
| 2003             | 2003             | 15e     | 542     | -        | -        | -       | -       | 1er    | 542    | -      | -      | -       | -       |

#### Détail des victoires
| Édition / Épreuve | Slalom géant                                         | Total |
| 1993              | Veysonnaz                                            | 1     |
| 1995              | Val d'Isère                                          | 1     |
| 1996              | Tignes Beaver Creek Park City Adelboden Hinterstoder | 5     |
| 1997              | Alta Badia Kranjska Gora Shigakogen Vail             | 4     |
| 1998              | Tignes Val d'Isère Yongpyong                         | 3     |
| 1999              | Alta Badia Sierra Nevada                             | 2     |
| 2001              | Park City Val d'Isère Les Arcs                       | 3     |
| 2002              | Altenmarkt-Zauchensee                                | 1     |
| 2003              | Park City Val d'Isère YongPyong                      | 3     |
| Total             | 23                                                   | 23    |

### Arlberg-Kandahar
- Meilleur résultat : 13e place dans le slalom 1994 à Chamonix